# Desert Rain
"Desert Rain" é uma canção do cantor e DJ romeno Edward Maya com participação de Vika Jigulina, extraída de seu primeiro álbum de estúdio The Stereo Love Show.

## Videoclipe
O vídeo oficial da música foi postado no YouTube em 28 de dezembro de 2010.

## Lista de faixas
| N.º | Título        | Duração |  |
| 1.  | "Desert Rain" | 4:05    |  |

## Desempenho nas paradas musicais
| Parada musical (2011)               | Melhor posição |
| ----------------------------------- | -------------- |
| Portugal - Portuguese Singles Chart | 9              |
| Chéquia - IFPI                      | 8              |
| Chéquia - Dance Chart               | 10             |
| Eslováquia - IFPI                   | 52             |